# Hymenophyllum acanthoides
Hymenophyllum acanthoides là một loài thực vật có mạch trong họ Hymenophyllaceae. Loài này được (Bosch) Rosenst. miêu tả khoa học đầu tiên năm 1911.